# باصويرة (المهرة)

تعديل مصدري - تعديل

باصويرة هي إحدى قرى مديرية المسيلة التابعة لمحافظة المهرة، بلغ تعداد سكانها 30 نسمة حسب تعداد اليمن لعام 2004.